# Уасіпунго
Уасіпунго (іспанізоване написання з Кічуа wasipunku або wasi punku, wasi house, punku door, «домашні двері») — роман Хорхе Ікаси (1906—1978) з Еквадору, написаний у 1934 році.
Уасіпунго став відомим романом «індігеністів» — течії в латиноамериканській літературі, що передувала магічному реалізму та наголошувала на жорстокому реалізмі.
Уасіпунго часто порівнюють із «Гронами гніву» Джона Стейнбека 1939 року, оскільки обидва твори є творами соціального протесту. Окрім першого видання 1934 року, Уасіпунго пережив ще два видання або повні переписування іспанською мовою — 1934, 1953, 1960, перше з яких було складним для читання навіть для вихідців з інших іспаномовних країн, а останнє — є остаточною версією.
Окрім того, що Уасіпунго є «індігеністським» романом, він також вважається пролетарським романом, оскільки Латинська Америка мала замінити індіанців на робітничий клас як модель чи персонаж пролетарської літератури.
Уасіпунго перекладено понад 40 мовами, зокрема англійською, італійською, французькою, німецькою, голландською, португальською, чеською, польською та російською.

## Етимологія
Wasipunku (термін, транслітерований як уасіпунго) — це ділянка землі асьєнди, що надавалася корінним жителям в обмін на їхню працю на асьєнді, а не за грошову винагороду. У типовому васіпунку люди будували хатини і використовували навколишню землю для вирощування їжі.

## Персонажі
- Дон Альфонсо Перейра — вважався джентльменом вищого світу в Кіто.
- Донья Бланка Шанік — дружина Перейри і церковна матрона.
- Донья Лоліта — донька-підліток Перейри.
- Дядько Жуліо — впливовий дядько Перейри, який має звичку говорити у множині.
- Містер Чапі — менеджер з видобутку деревини в Еквадорі; американець з великими фінансовими ресурсами і зв'язками мільйонера за кордоном.
- Полікарпіо — майордомо асьєнди Кучітамбо, що належить дону Альфонсо Перейрі.
- Андрес Чілікінга — головний герой роману, індіанець в асьєнді дона Альфонсо Перейри. Він очолює опір під час виселення індіанців з їхніх уасіпунго.
- Хасінто Кінтана — метис, який є політичним орендарем (teniente politico), барменом і виконробом. Він корумпований і авторитарний. Він зневажає і знущається над індіанцями.
- Хуана — дружина-метиска Хасінто Кінтани, яка час від часу вступає в сексуальні стосунки з Перейрою та священиком.
- Ґабріель Родріґес — одноокий метис, який жорстоко поводиться з індіанцями.
- Священик — перелюбник, який читає проповіді та вселяє страх у серця індіанців, щоб скористатися ними та отримати фінансову вигоду.
- Кунші — дружина Андреса Чілікінги, яка зазнала фізичного та сексуального насильства як з боку Перейри, так і з боку власного чоловіка.